# Fiorella Farinelli
Pour les articles homonymes, voir Farinelli (homonymie).
Fiorella Farinelli, née à Monterosso al Mare le 8 juillet 1943, est une syndicaliste, une femme politique et une essayiste italienne, experte en formation et didactique.

## Biographie

### Formation
Étudiante à l'Université de Pise et à la l'école normale supérieure de Pise, Farinelli a commencé à faire de la politique au sein du Mouvement Étudiant et, par la suite, dans le groupe Potere Operaio pisano. Elle y rencontre Adriano Sofri et Giorgio Pietrostefani, qui deviendra son mari et le père de sa fille .
Après avoir obtenu son diplôme en philosophie, elle est engagée comme enseignante non-titulaire au collège.

### La manifestation du nouvel an 1968 à la Bussola
Le 31 décembre 1968, le Mouvement Étudiant et Potere Operaio organisent ensemble une manifestation devant la boîte de nuit la Bussola, à Focette ( Pietrasanta ), où se tenait le réveillon de milliardaires au cours duquel Fred Bongusto et la chanteuse anglaise Shirley Bassey devaient se produire. Bien que malade, Farinelli participe à la manifestation, jetant avec les 160 autres participants des fruits et légumes contre le restaurant et ses clients. Les carabiniers interviennent et chargent les manifestants, quelques coups de feu sont tirés. L'étudiant de 17 ans Soriano Ceccanti reçoit une balle dans le dos qui le maintiendra paralysé pour le reste de sa vie . On compte deux autres blessés parmi les manifestants. Farinelli est arrêtée avec une quarantaine d'autres manifestants. On l'accuse de résistance aggravée, de blessures persistantes à des agents publics et de dommages matériels. En prison, sa condition physique se détériore mais, au bout de quatre mois, elle peut bénéficier d'une caution.

### Activité syndicale et politique
À l'automne 1969, avec Sofri et Pietrostefani, Farinelli fonde Lotta continua, mouvement où convergent les membres de diverses organisations, dont Potere Operaio. Après avoir déménagé à Milan, elle a commencé à s'engager comme syndicaliste dans le secteur scolaire et éducatif de la CGIL.
Au début des années 90, elle quitte le syndicat et rejoint l'Alliance démocrate, mouvement de Ferdinando Adornato. Elle est alors nommée conseillère aux ressources humaines (1994-1995) et aux politiques d'éducation et de formation (1995 - 2001) de la municipalité de Rome. Durant cette expérience administrative, elle collabore avec Luca Bergamo, futur adjoint au maire de Virginia Raggi, d'abord comme consultant dans les processus d'informatisation de l'administration publique (1994 - 1995) puis pour la création et l'organisation du festival culturel Enzimi. (1995-1999) .
Elle suit ensuite le parcours politique de Francesco Rutelli dans Democrazia e Libertà, où elle occupe le poste de chef du secteur scolaire, puis milite au Parti démocrate .